# Heiki Hakalainen
Heikki Hakalainen var en finsk skarprättare verksam i det dåvarande finska Västerbotten och Österbotten under andra halvan av 1600-talet. Han var särskilt aktiv under de pågående häxprocesserna i Österbotten mellan 1674 och 1678.
Hakalainen var bosatt i Nykarleby och rekryterades till bödel i Vasa år 1660. Han var ansedd att utföra sina avrättningar felfritt och med en noggrannhet och avrättade många människor under sin 46 åriga tjänsteperiod. Han hade fått sitt höger öra avskuret av sin föregångare när han tillträdde sin bödeltjänst.
Hakalainen anklagades för att ha utfört trolldom.